# Джакомо Агостіні
Джа́комо Агості́ні (16 червня 1942 , Брешія, Ломбардія ) — легендарний італійський мотогонщик, багаторазовий чемпіон світу з шосейно-кільцевих мотогонок MotoGP. З 15 титулами чемпіона світу та 122 перемогами на етапах Гран-Прі є рекордсменом світу.
У 1999 році був зарахований до «Залу слави світового мотоспорту»

## Досягнення
- У списку 40-ка найкращих мотогонщиків усіх часів за версією Міжнародної мотоциклетної федерації Джакомо Агостіні займає 1-е місце.[5]

## Цікаві факти
- Свої першу і останню перемоги на етапах Гран-Прі Джакомо здобув на Гран-Прі Німеччини.[1]
- Улюбленим мотоциклом Агостіні є трициліндровий спортивний мотоцикл MV Agusta 500.[6]
- Протягом всієї кар'єри Агостіні виступав у мотошоломі марки AGV, розфарбованому у кольорах італійського прапора. Вигляд його шолому ззаду став логотипом компанії.[7]